# Ипратропия бромид + Фенотерол
Ипратропия бромид + Фенотерол — ряд комбинированных лекарственных средств с выраженным бронхолитическим эффектом, обусловленным действием входящих в состав фенотерола и ипратропия бромида. Сочетание бронхорасширяющего действия препаратов, влияющих на разные фармакологические «мишени», позволяет получить более выраженный бронхолитический эффект при меньшей дозе фенотерола и ипратропия бромида.
Эта комбинация входит в перечень жизненно необходимых и важнейших лекарственных препаратов.

## Фармакологическое действие
Фенотерол оказывает бронхолитическое действие, избирательно возбуждая бета-2 адренорецепторы бронхов. Ипратропия бромид устраняет м-холиностимулирующие влияния на гладкую мускулатуру бронхов и снижает гиперпродукцию мокроты, не оказывает отрицательного влияния на мукоцилиарный клиренс и газообмен. Данная комбинация повышает эффективность бронхолитической терапии заболеваний, сопровождающихся повышением тонуса бронхиальной мускулатуры и гиперсекрецией слизи, а также позволяет использовать лекарственные средства в более низких дозах, чем при монотерапии. После ингаляции препарата терапевтический эффект отмечается через 15 мин, достигает максимума через 1-2 ч и продолжается до 6 ч.

## Показания
Хроническая обструктивная болезнь лёгких, бронхиальная астма (лечение и профилактика острых приступов удушья). Подготовка дыхательных путей для аэрозольного введения лекарственных средств (антибиотиков, муколитических лекарственных средств, ГКС и др.).

## Противопоказания
Гиперчувствительность (в том числе к атропину и его соединениям), тахиаритмия, гипертрофическая обструктивная кардиомиопатия, беременность (I триместр), детский возраст (до 6 лет).

### C осторожностью
Коронарная недостаточность, артериальная гипертензия, сахарный диабет (недостаточно контролируемый), недавно перенесённый инфаркт миокарда, тяжелые органические заболевания сердца и сосудов, гипертиреоз, феохромоцитома, гиперплазия предстательной железы, обструкция шейки мочевого пузыря, закрытоугольная глаукома, муковисцидоз, детский возраст.

## Режим дозирования
Ингаляционно. Аэрозоль для ингаляций: взрослым и детям старше 6 лет - обычно по 1-2 дозы аэрозоля 3 раза в день. При угрозе развития дыхательной недостаточности - 2 дозы аэрозоля, при необходимости - через 5 мин ещё 2 дозы, последующие ингаляции проводят не ранее чем через 2 ч. Раствор для ингаляций: взрослым и детям старше 12 лет для купирования приступов - 1 мл (20 кап) раствора, в тяжёлых случаях доза может быть увеличена до 2.5-4 мл (50-80 кап). Длительная прерывистая терапия - 1-2 мл (20-40 кап) до 4 раз в день. В случае умеренного бронхоспазма или необходимости проведения вспомогательной (искусственной) вентиляции лёгких рекомендуются более низкие дозы - 0.5 мл (10 кап). Дети 6-12 лет: купирование приступов - 0.5-1 мл (10-20 кап), в тяжелых случаях доза может быть увеличена до 3 мл (60 кап). Длительная и прерывистая терапия: 0.5-1 мл (10-20 кап) до 4 раз в сутки. В случае умеренного бронхоспазма или необходимости вспомогательной (искусственной) вентиляции лёгких рекомендуются более низкие дозы - 0.5 мл (10 кап). Дети до 6 лет (масса тела до 22 кг): доза определяется из расчёта 25 мкг ипратропия бромида и 50 мкг фенотерола на 1 кг массы тела, соответственно до 0.5 мл (10 кап) 3 раза в день. Рекомендованная доза препарата разводится непосредственно перед использованием в 0.9% растворе NaCl (не разводить в дистиллированной воде!) до общего объёма 3-4 мл и ингалируется через небулайзер в течение 6-7 мин, пока раствор не будет израсходован полностью. Доза может зависеть от режима ингаляции и технических характеристик небулайзера. Продолжительность ингаляции можно контролировать через объем разведённого раствора. При необходимости многократных ингаляций интервал между ними должен составлять не менее 4 ч.

## Побочные эффекты
Ангионевротический отек, парадоксальный бронхоспазм, кожная сыпь, кашель, сухость во рту, изменение вкуса, тошнота, головокружение, нервозность, тремор пальцев, тахикардия, тахиаритмия; при попадании в глаза - мидриаз, паралич аккомодации, гиперемия конъюнктивы, повышение внутриглазного давления (боль в глазном яблоке, нечёткое зрение, ощущение появления ореола или цветных пятен перед глазами).

### Передозировка
Симптомы: тремор пальцев, сердцебиение, тахикардия, чувство тяжести за грудиной, экстрасистолия, усиление бронхообструкции. Лечение: назначение анксиолитических лекарственных средств (транквилизаторов), селективных бета1-адреноблокаторов.

## Особые указания
Незадолго перед родами приём необходимо прекратить в связи с возможностью ослабления родовой деятельности фенотеролом. Необходимо избегать попадания препарата в глаза. У пациентов, имеющих в анамнезе муковисцидоз, возможны нарушения моторики желудочно-кишечного тракта. Раствор для ингаляций можно применять с помощью различных ингаляционных установок. При наличии централизованного стационарного снабжения кислородом, раствор лучше вводить со скоростью 6-8 л/мин.

## Взаимодействие
Одновременное применение с производными ксантина, кромоглициевой кислотой и ГКС усиливает эффект, с бета-адреноблокаторами - ослабляет. Ксантиновые производные, ГКС и диуретики усиливают гипокалиемию. Галогенсодержащие углеводородные лекарственные средства для общей анестезии (галотан, трихлорэтилен, энфлуран) увеличивают риск побочных эффектов со стороны сердечно-сосудистой системы. Ингибиторы МАО, трициклические антидепрессанты усиливают бета-адреностимулирующее влияние.

## Форма выпуска
Форма выпуска: в аэрозольных баллонах (с дозирующим клапаном) ёмкостью 15 мл, содержащих по 200 доз комбинированного препарата. Каждая доза содержит 0,5 мг фенотерола гидробромида и 0,02 мг ипратропиум-бромида.